# Infest
Infest er titlen på Papa Roachs andet album – som ligeledes blev det album de slog igennem med, navnlig med sangen Last Resort. Albummet er ofte ved fejl omtalt som deres debut-album (Hvilket er Old Friends From Young Years fra 1997). Albummet blev udgivet i 25. april 2000 og består af følgende numre:
1. Infest
2. Last Resort
3. Broken Home
4. Dead Cell
5. Between Angels and Insects
6. Blood Brothers
7. Revenge
8. Snakes
9. Never Enough
10. Binge
11. Thrown Away (+ bonusnummeret Tight Rope)

På clean-versionen af Infest er Blood Brothers dog udskiftet med Legacy.